# L'ultimo giro della notte
L'ultimo giro della notte è un romanzo dello scrittore statunitense Michael Connelly, edito nel 2017, il primo con protagonista la detective Renée Ballard.

## Trama
Una donna transgender ridotta in fin di vita dopo un pestaggio e la cameriera di un locale notturno uccisa in una sparatoria sono i casi di cui si deve occupare la detective della polizia di Los Angeles Renée Ballard. Ex giornalista di cronaca nera entrata in polizia per combattere la violenza di cui scriveva, Ballard è stata degradata all'Ultimo Spettacolo (il turno di notte) dopo aver denunciato un superiore per molestie sessuali. Ballard vive in una tenda sulla spiaggia, dove pratica paddleboarding, con l'amato cane Lola che ha salvato dalla strada.
Ballard sta indagando assieme al partner Jenkins sull'aggressione subita dalla transgender Ramona, quando viene chiamata a seguire una sparatoria avvenuta nel famoso locale notturno Dancers. Qui sono state uccise cinque persone in quello che sembra un attacco terroristico. La squadra che si occupa della sparatoria è guidata dal tenente Olivas, colui che Ballard ha accusato di averla molestata, e che non perde occasione per farla sentire in colpa. Ballard è decisa a risolvere il caso, forte della testimonianza di un ragazzo che era presente al Dancers e ha fotografato con il cellulare i momenti della sparatoria.
Ballard si muove sui due fronti. Per l'aggressione a Ramona sospetta di Thomas Trent, un concessionario di auto che ha avuto trascorsi burrascosi con la sua ex moglie. Sul Dancers invece cerca di riallacciare i rapporti con Ken Chastain, suo vecchio partner alla Omicidi, che l'ha abbandonata al proprio destino perché al momento della denuncia ha preferito schierarsi dalla parte del dipartimento. Quando Chastain viene brutalmente ucciso nel garage di casa sua, Ballard è ancora più determinata a proseguire il suo lavoro sul caso del Dancers.

## Edizioni
- Michael Connelly, L'ultimo giro della notte, traduzione di Alfredo Colitto, 1ª ed., Piemme, 2018,  pp. 365, cap. 44, ISBN 978-88-566-6437-9.